# Lesotho a 2024. évi nyári olimpiai játékokon
Lesotho a franciaországi Párizsban megrendezett 2024. évi nyári olimpiai játékok egyik részt vevő nemzete volt. Az országot az olimpián 2 sportágban 3 sportoló képviselte, akik érmet nem szereztek.

## Atlétika
Férfi
| Versenyző            | Versenyszám | Döntő   | Döntő    |
| Versenyző            | Versenyszám | Idő     | Helyezés |
| -------------------- | ----------- | ------- | -------- |
| Tebello Ramakongoana | Maraton     | 2:07:58 | 7.       |

Női
| Versenyző                    | Versenyszám | Döntő   | Döntő    |
| Versenyző                    | Versenyszám | Idő     | Helyezés |
| ---------------------------- | ----------- | ------- | -------- |
| Mokulubete Blandina Makatisi | Maraton     | 2:30:20 | 31.      |

## Taekwondo
Női
| Versenyző    | Versenyszám | Selejtező         | Nyolcaddöntő                  | Negyeddöntő       | Elődöntő          | Vigaszág elődöntő | Bronz- mérkőzés   | Döntő             | Helyezés |
| Versenyző    | Versenyszám | Ellenfél Eredmény | Ellenfél Eredmény             | Ellenfél Eredmény | Ellenfél Eredmény | Ellenfél Eredmény | Ellenfél Eredmény | Ellenfél Eredmény | Helyezés |
| ------------ | ----------- | ----------------- | ----------------------------- | ----------------- | ----------------- | ----------------- | ----------------- | ----------------- | -------- |
| Michelle Tau | Légsúly     | erőnyerő          | Mobina Nematzadeh (IRI) · 0–2 | kiesett           | kiesett           | kiesett           | kiesett           | kiesett           | 11.      |